# Gynoplistia (Gynoplistia) leai
Gynoplistia (Gynoplistia) leai is een tweevleugelige uit de familie steltmuggen (Limoniidae). De soort komt voor in het Australaziatisch gebied.